# A.M. Hansen
Axel Marius Hansen (født 21. september 1877 i Torslunde, død 28. oktober 1960 i Roskilde) var en dansk politiker i Radikale Venstre og minister og statsrevisor.
Født i Torslunde på Lolland, søn af lærer A.P. Hansen og hustru Marie, født Hansen.
Uddannet lærer i 1897 fra Jonstrup Seminarium. 
Medlem af Folketinget fra 1918-47. 
Undervisningsminister i Befrielsesregeringen.